# C/565 O1
C/565 O1 ist ein Komet, der im Jahr 565 mit dem bloßen Auge gesehen werden konnte. Er wird aufgrund seiner außergewöhnlichen Helligkeit zu den „Großen Kometen“ gezählt.

## Entdeckung und Beobachtung
Die chinesischen Chroniken Běi Zhōu Shū und Suí Shū aus dem 7. Jahrhundert berichten davon, dass am 22. bzw. 23. Juli 565 ein „Besenstern“ zum ersten Mal gesehen wurde. Sie stimmen darüber überein, dass der Komet im Sternbild Großer Bär erschien, wahrscheinlich wurde er dort am Morgenhimmel der angegebenen Tage (Ortszeit) gesehen. Sein Schweif war zunächst nicht länger als einige Zehntel Grad, erreichte aber nach und nach eine Länge von 10° und der Komet war für über 100 Tage am Himmel sichtbar. Gegen Ende Oktober wurde er im Sternbild Wassermann letztmals gesehen, als der Schweif noch eine Länge von 2,5° hatte.
Pingré macht in seiner Cométographie unterschiedliche Angaben zu diesem Kometen: Einmal nennt er als Datum der ersten Beobachtung den 4. August, in der Ergänzung zitiert er Chroniken von drei verschiedenen Dynastien, nach denen der Komet am 22., 23. oder 24. Juli zuerst gesehen wurde. Auch Williams berichtet in gleicher Weise darüber.
Der italienische Text Agnelli Liber Pontificalis Ecclesiae Ravennatis aus dem frühen 9. Jahrhundert erwähnt einen Kometen, der kurz vor dem Tode von Justinian I. gesehen wurde, von August bis Anfang Oktober („Et post haec apparuit stella comis mense Augusto usque in Kalendas Octubris. Et mortuus est Iustinianus augustus…“) Der Text Corpus Chronicorum Bononiensium aus dem 15. Jahrhundert rückt den Kometen in den Zeitraum 552–574, erwähnt aber gleichzeitig, dass er vor Justinians Tod, von August bis zur zweiten Hälfte des Septembers erschien. Justinian starb am 14. November 565.
Der Komet erreichte um den 13. September eine Helligkeit von 0 bis 1 mag.

## Umlaufbahn
Für den Kometen konnten von Johann Karl Burckhardt aus Beobachtungen über 105 Tage nur die Elemente für zwei sehr unsichere parabolische Umlaufbahnen abgeleitet werden, die die möglichen Grenzen der wirklichen Bahn des Kometen aufzeigen. Sie ergeben ein wahrscheinliches Datum für den sonnennächsten Punkt der Bahn (Perihel) zwischen dem 9. und dem 15. Juli 565.
Die in der Infobox angegebenen Daten beziehen sich auf die Bahnberechnung für das spätere Periheldatum. Danach ist die Bahn des Kometen um rund 121° gegen die Ekliptik geneigt. Seine Bahn steht damit steil angestellt zu den Bahnebenen der Planeten, er durchläuft seine Bahn gegenläufig (retrograd) zu ihnen. Im Perihel hätte er sich nach diesen Daten mit etwa 125 Mio. Kilometer Sonnenabstand im Bereich zwischen den Umlaufbahnen von Venus und Erde befunden. Am 12. September könnte er der Erde bis auf etwa 80 Mio. km (0,54 AE) nahegekommen sein.
Aufgrund der unsicheren Ausgangsdaten kann keine Aussage darüber getroffen werden, ob und gegebenenfalls wann der Komet in das innere Sonnensystem zurückkehren könnte.